# العلاقات النيجرية البوروندية
العلاقات النيجرية البوروندية هي العلاقات الثنائية التي تجمع بين النيجر وبوروندي.

## مقارنة بين البلدين
هذه مقارنة عامة ومرجعية للدولتين:
| وجه المقارنة                                              | النيجر          | بوروندي                                    |
| --------------------------------------------------------- | --------------- | ------------------------------------------ |
| المساحة (كم2)                                             | 1.27 مليون      | 27.83 ألف                                  |
| عدد السكان (نسمة)                                         | 21.48 مليون     | 10.86 مليون                                |
| الكثافة السكانية (ن./كم²)                                 | 16.91           | 390.23                                     |
| العاصمة                                                   | نيامي           | بوجومبورا، جيتيغا                          |
| اللغة الرسمية                                             | لغة فرنسية      | اللغة الكيروندية، لغة فرنسية، لغة إنجليزية |
| العملة                                                    | فرنك غرب أفريقي | فرنك بوروندي                               |
| الناتج المحلي الإجمالي (بليون دولار)                      | 8.12 مليار      | 3.48 مليار                                 |
| الناتج المحلي الإجمالي (تعادل القوة الشرائية) بليون دولار | 19.01 مليار     | 8.13 مليار                                 |
| الناتج المحلي الإجمالي الاسمي للفرد دولار أمريكي          | 358             | 277                                        |
| الناتج المحلي الإجمالي للفرد دولار أمريكي                 | 938             | 77                                         |
| مؤشر التنمية البشرية                                      | 0.348           | 0.400                                      |
| رمز المكالمات الدولي                                      | +227            | +257                                       |
| رمز الإنترنت                                              | .ne             | .bi                                        |
| المنطقة الزمنية                                           | ت ع م+01:00     | ت ع م+02:00                                |

## منظمات دولية مشتركة
يشترك البلدان في عضوية مجموعة من المنظمات الدولية، منها:
| علم المنظمة | اسم المنظمة                                 | تاريخ انضمام النيجر | تاريخ انضمام بوروندي |
| ----------- | ------------------------------------------- | ------------------- | -------------------- |
|             | وكالة ضمان الاستثمار متعدد الأطراف          | 10 مايو 2012        | 10 مارس 1998         |
|             | الأمم المتحدة                               | 20 سبتمبر 1960      | 18 سبتمبر 1962       |
|             | منظمة حظر الأسلحة الكيميائية                | ?                   | ?                    |
|             | منظمة التجارة العالمية                      | ?                   | 23 يوليو 1995        |
|             | منظمة الشرطة الجنائية الدولية               | ?                   | ?                    |
|             | الاتحاد الأفريقي                            | ?                   | 25 مايو 1963         |
|             | البنك الإفريقي للتنمية                      | ?                   | ?                    |
|             | مؤسسة التنمية الدولية                       | 24 أبريل 1963       | 28 سبتمبر 1963       |
|             | يونسكو                                      | 10 نوفمبر 1960      | 16 نوفمبر 1962       |
|             | مجموعة دول أفريقيا والكاريبي والمحيط الهادئ | ?                   | ?                    |
|             | الاتحاد البريدي العالمي                     | ?                   | ?                    |
|             | البنك الدولي للإنشاء والتعمير               | 24 أبريل 1963       | 28 سبتمبر 1963       |
|             | أفريستات ‏                                   | 21 سبتمبر 1993      | 2006                 |
|             | الاتحاد الدولي للاتصالات                    | 14 نوفمبر 1960      | 16 فبراير 1963       |
|             | مؤسسة التمويل الدولية                       | 7 يناير 1980        | 28 نوفمبر 1979       |
|             | المركز الدولي لتسوية المنازعات الاستشارية   | 14 ديسمبر 1966      | 5 ديسمبر 1969        |